# Corralillo (Costa Rica)
Corralillo è un distretto della Costa Rica facente parte del cantone di Cartago, nella provincia omonima.